# Muhammad Sidqi Sulayman

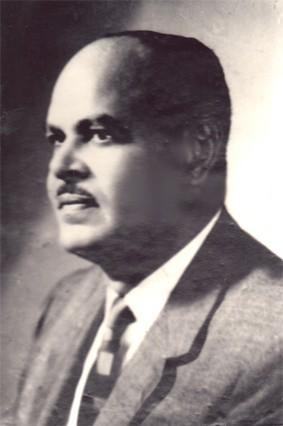
Mohamed Sidqi Soliman

Muhammad Sidqi Sulayman (arabisch محمد صدقي سليمان, DMG Muḥammad Ṣidqī Sulaimān, ägyptisch-Arabisch auch Mohamed Sidqi Soliman; * 1919; † 28. März 1996) war ein ägyptischer Politiker und vom 10. September 1966 bis zum 19. Juni 1967 Premierminister der ägyptischen Regierung. 

## Kurzbiographie
Von 1962 bis 1966 war er als Minister für die Aufsicht über den Bau des Assuan-Staudamms verantwortlich. In den letzten Monat seiner Amtszeit als ägyptischer Premierminister fiel der Sechstagekrieg zwischen Israel einerseits und Ägypten (damals unter der Bezeichnung Vereinigte Arabische Republik), Jordanien und Syrien andererseits, der mit einem deutlichen Sieg Israels endete.
Vom 15. November 1971 bis zum 17. Januar 1978 war Sidqi Sulayman Leiter der Zentralen Audit-Organisation (CAO) der Arabischen Sozialistischen Union.